# Chapa (Amarante)
Chapa ist ein Ort und eine ehemalige Gemeinde im Nordwesten Portugals.
Chapa gehört zum Kreis Amarante im Distrikt Porto. Die Gemeinde hatte eine Fläche von 3,3 km² und 301 Einwohner (Stand 30. Juni 2011).

Lage der ehemaligen Gemeinde im Kreis Amarante bis September 2013

Am 29. September 2013 wurden die Gemeinden Chapa, Vila Garcia und Aboim zur neuen Gemeinde União das Freguesias de Vila Garcia, Aboim e Chapa zusammengefasst.